# Flavius Eparchius Philagrius
Flavius Eparchius Philagrius (Gaule aquitaine, av. 338, fl. 361-382, d. Rome, 385) est un homme politique de l'Empire Romain.

## Vie
Fils de Flavius Philagrius, il est notaire de 361 à 363, comes Orientis en 382 et évêque de Chypre après 382.
Il épouse Egnatia Avita Severa, fille de Quintus Flavius Egnatius Placidus Severus et de sa femme Antonia Marcianilla. Ils ont eu quatre fils : 
- Eparchius, vir nobilis à Toul, père de saint  Loup de Troyes et de Vicence, évêque de Saintes;
- Flavius Julius Agricola ;
- Lysticius, père d'Ommatius Agricola (peut-être son neveu paternel), actif de 400 à 468, sénateur d'Arverne, père de Papianilla Agricola, femme de Sidoine Apollinaire et de Hiberia, épouse de Rurice de Limoges ;
- Flavius Egnatius.